# Авне сир Елп
Авне сир Елп (фр. Avesnes-sur-Helpe) насеље је и општина у североисточној Француској у региону Север-Па де Кале, у департману Север која припада префектури Авне сир Елп.
По подацима из 2011. године у општини је живело 4.995 становника, а густина насељености је износила 2229,91 становника/km². Општина се простире на површини од 2,24 km². Налази се на средњој надморској висини од 170 метара (максималној 188 m, а минималној 143 m).

## Демографија
| 1962. | 1968. | 1975. | 1982. | 1990. | 1999. | 2011. |
| ----- | ----- | ----- | ----- | ----- | ----- | ----- |
| 6.151 | 6.414 | 6.301 | 5.955 | 5.108 | 5.003 | 4.995 |

График промене броја становника у току последњих година